# Fábio de Melo
Fábio José de Melo Silva (Formiga, 3 de abril de 1971) é um sacerdote católico, artista, escritor, professor universitário e apresentador brasileiro. Pertenceu à Congregação dos Sacerdotes do Sagrado Coração de Jesus, mas depois passou à Diocese de Taubaté, no interior do estado de São Paulo.
Como cantor, gravou oito discos pela gravadora católica Paulinas-COMEP mais um pela gravadora Canção Nova, além de um projeto independente (Tom de Minas). Seu primeiro disco por uma gravadora secular, Vida, foi lançado pela LGK Music e pela Som Livre, com quem continua gravando, já tendo lançado mais dois discos (Iluminar e Eu e o Tempo – CD e DVD) até o fim do ano de 2009. Teve breve passagem pela gravadora Sony Music e atualmente segue como artista independente, tendo lançado singles de grande sucesso em parceria com grandes artistas da música brasileira como “Quando o sono bater” (com Luan Santana, 2020), “Não desisto” (com Simone e Simaria, 2020) e “Retrovisor” (com Ivete Sangalo, 2021).
Ao todo, Fábio de Melo já vendeu mais de 3 milhões de cópias de CDs (1,8 milhão apenas na Som Livre), além de 3,5 milhões de livros. Como professor universitário, lecionou teologia na Faculdade Dehoniana de Taubaté. Atualmente, apresenta o programa Direção Espiritual, transmitido pela TV Canção Nova. Em dezembro de 2019, entrou no ranking do instituto QualiBest como um dos maiores influenciadores digitais do Brasil.

## Biografia
Fábio José de Melo Silva nasceu na cidade de Formiga, Minas Gerais, no dia 3 de abril de 1971. Tornou-se nacionalmente conhecido por seu trabalho como comunicador: sua obra compõe-se de 22 livros publicados e também de 17 CDs que, juntos, venderam mais de 6,5 milhões de unidades. Mestre em antropologia teológica, foi ordenado padre em 2001 e atualmente pertence à Diocese de Taubaté (interior de São Paulo), nas peregrinações e nos acampamentos de oração em Cachoeira Paulista (Canção Nova). É graduado em Filosofia e Teologia, pós-graduado em Educação e mestre em Teologia Sistemática. Ele é o caçula dos oito filhos do pedreiro Dorinato Bias Silva e da dona-de-casa Ana Maria de Melo Silva.
Fez o primeiro grau na Escola Estadual Abílio Machado, em Formiga (MG), e o segundo grau no colégio Nossa Senhora de Lourdes, em Lavras (MG). 
Em maio de 2025, Fábio de Melo se envolveu em uma polêmica após o gerente de uma cafeteria ser demitido em decorrência de um vídeo publicado pelo sacerdote nas redes sociais. Segundo Fábio de Melo, ele teria sido destratado pelo gerente após questionar uma incongruência nos preços de um doce de leite que iria comprar. Segundo o Sindicato dos Trabalhadores em Turismo, Hospitalidade e de Hotéis, restaurantes, bares e similares (Sitatuh), a exposição do caso gerou o "cancelamento virtual" do gerente e foi exposto nas redes sociais e na imprensa sem nenhuma apuração dos fatos.

## O sacerdócio
O padre Maurício Leão teve grande influência na sua vida de seminarista, levando-o para o seminário de Lavras. Em sua vida sacerdotal, tem como referência os padres Zezinho, Joãozinho e Léo Tarcísio.
Formou-se em Filosofia na Fundação Educacional de Brusque, em Santa Catarina e em Teologia na Faculdade Dehoniana de Taubaté, com diploma emitido pela Pontifícia Universidade Católica do Rio de Janeiro.
Foi ordenado sacerdote pela oração consacratória e imposição das mãos do Arcebispo Metropolitano de Palmas, Tocantins, Dom Alberto Taveira Corrêa, no dia 15 de dezembro de 2001, em sua cidade natal, na Igreja Matriz de São Vicente Ferrer, após 18 anos de formação e estudos em seminários, com fase final sendo frater no seminário São Judas Tadeu de Terra Boa, Paraná.
Fez pós-graduação em educação no Rio de Janeiro e mestrado em Belo Horizonte, junto aos jesuítas, no Instituto Santo Inácio – ISI (FAJE: Faculdade Jesuíta de Filosofia e Teologia).
Em seguida, retornou a Taubaté para lecionar na área de Teologia Fundamental e Sistemática, na mesma faculdade em que havia se formado.

## A poesia e a música

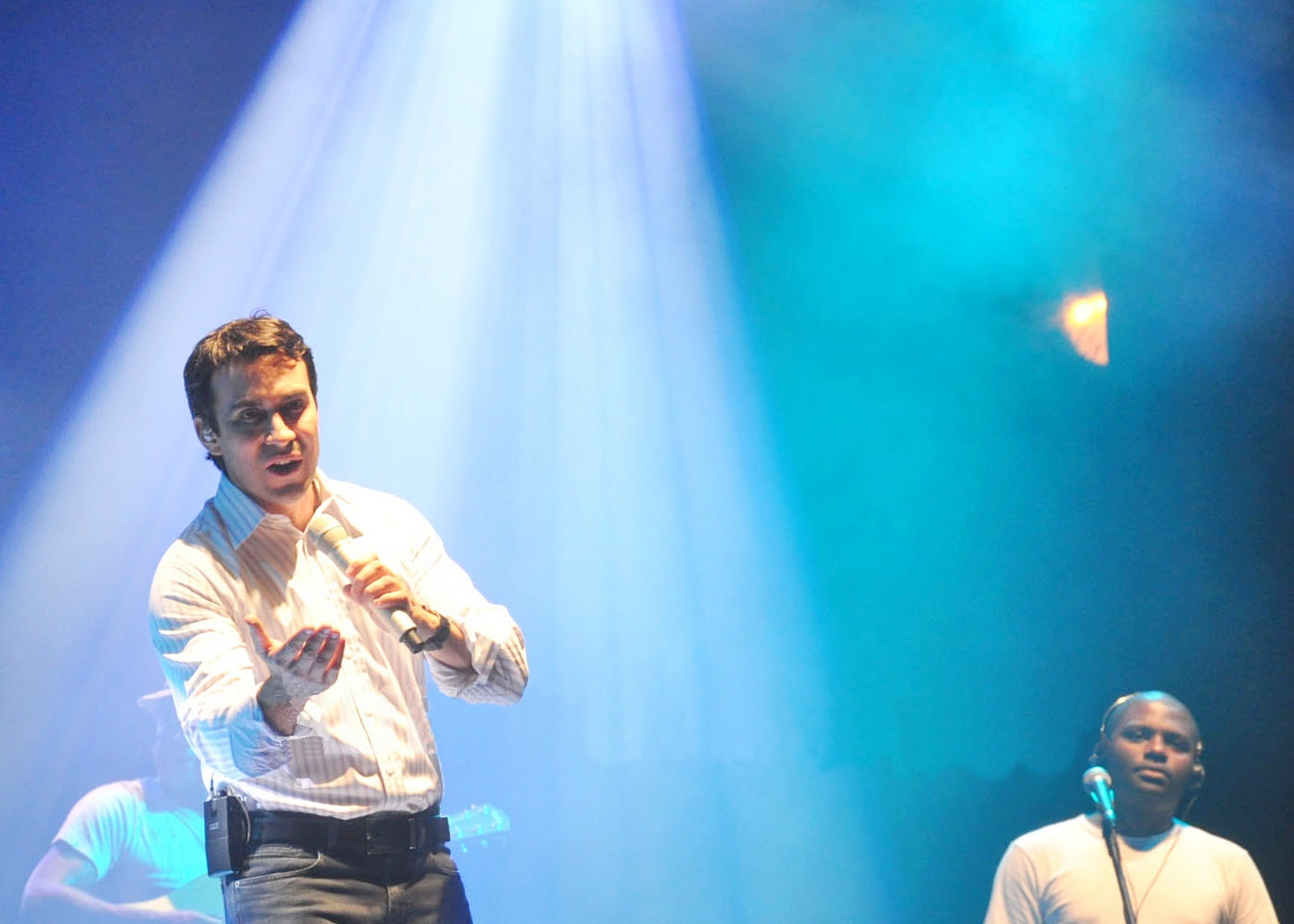
Fábio de Melo em um concerto em 2011

Tendo como referencial o Padre Zezinho (SCJ), precursor dos padres cantores desde a década de 1960, padre Fábio de Melo lançou seu primeiro CD, em 1997, com o título "De Deus um cantador".
Em seguida "Saudades do Céu", com a participação de diversos artistas católicos, reunindo os cantores de sua congregação, como padre Zezinho e padre Joãozinho, incluídos no CD "Canta coração", um tributo ao Sagrado Coração de Jesus.
Ao receber a ordenação diaconal, compõe "As estações da vida", que viria a ser a música de abertura de suas apresentações ao vivo, especialmente depois do lançamento do DVD Eu e o Tempo. Já ordenado padre, em 2003, traz ao mercado o seu mais novo trabalho, "Marcas do eterno".
No ano de 2004, envereda por um projeto independente, o disco "Tom de Minas", de conteúdo autoral, que homenageia nomes e lugares de seu estado natal: Minas Gerais, contando com a participação do cantor e compositor popular Paulinho Pedra Azul, do qual resulta um show na capital, Belo Horizonte, com o nome "Minas e Outros Tons".
O retorno aos temas ligados a sua formação, fazem parte do CD Humano Demais em 2005, que contém canções de sua autoria e de outros compositores da música católica.
Em 2006, celebrando seus 10 anos de atuação na música católica, decide-se por um trabalho que inclui além de algumas de suas composições, diversas conhecidas canções "sertanejas", numa homenagem a suas origens e a seu pai, que também cantava e tocava viola caipira.
O CD de 2007, Filho do Céu, primeiro fora das Paulinas e agora pela Canção Nova, fala de vivências pessoais e daqueles que se foram, como o Padre Léo Tarcísio, seu formador, durante o seminário e grande amigo e do cantor e compositor Robson Jr., dos Cantores de Deus e seu melhor amigo, ambos mortos na mesma época, vítimas de câncer. Lançado no mesmo ano, o CD Enredos do Meu Povo Simples retoma a ideia já experimentada em "Zé Da Silva", com canções sertanejas, apresentando as que ficaram fora do outro projeto.[carece de fontes?]
No ano de 2008 o padre Fábio de Melo lançou seu primeiro CD pela gravadora Som Livre - "Vida" - trabalho que o tornou conhecido nacionalmente, através das diversas participações em programas na TV aberta. Dando continuidade ao seu trabalho de evangelização através dos meios de comunicação social lançou em 2009 o CD "Iluminar" e pouco tempo depois "Eu e o Tempo". Em 2014, gravou "Amar Como Jesus Amou", num dueto com a cantora Fernanda Takai, no disco Na Medida do Impossível.

## Discografia

### Álbuns de inéditas
| Ano  | Título                             | Gravadora            | Vendas    | Certificação |
| ---- | ---------------------------------- | -------------------- | --------- | ------------ |
| 1997 | De Deus um cantador                | Paulinas-COMEP       | —         | —            |
| 1999 | Saudades do céu                    | Paulinas-COMEP       | —         | —            |
| 2001 | As Estações da Vida                | Paulinas-COMEP       | —         | —            |
| 2003 | Marcas do eterno                   | Paulinas-COMEP       | —         | —            |
| 2004 | Tom de Minas                       | Independente         | —         | —            |
| 2005 | Humano Demais                      | Paulinas-COMEP       | 100.000   | Ouro         |
| 2006 | Sou um Zé da Silva e Outros Tantos | Paulinas-COMEP       | 50.000    | Ouro         |
| 2007 | Filho do Céu                       | Canção Nova          | 100.000   | Platina      |
| 2007 | Enredos do Meu Povo Simples        | Paulinas-COMEP       | 50.000    | Ouro         |
| 2008 | Vida                               | LGK Music, Som Livre | 1.500.000 | Diamante     |
| 2009 | Iluminar                           | Som Livre            | 400.000   | 3× Platina   |
| 2012 | Estou aqui                         | Sony Music           | 100.000   | Platina      |
| 2014 | Solo Sagrado                       | Sony Music           | 70.000    | Ouro         |
| 2015 | Deus no Esconderijo do Verso       | Sony Music           | 60.000    | Ouro         |
| 2017 | Clareou                            | Sony Music           | 14.000    |              |
| 2018 | O Amor Me Elegeu                   | Canção Nova          |           |              |

Singles
| Ano  | Título                                  |
| ---- | --------------------------------------- |
| 2020 | Não Desisto - part. Simone e Simaria    |
| 2020 | Quando o Sono Bater- part. Luan Santana |
| 2021 | Retrovisor- part. Ivete Sangalo         |
| 2022 | Este sou Eu                             |
| 2022 | Sobre o Tempo e o Coração               |
| 2022 | Coração de Transgressor                 |

### Álbuns ao vivo
| Ano  | Título                                 | Gravadora            | Vendas  | Certificação |
| ---- | -------------------------------------- | -------------------- | ------- | ------------ |
| 2009 | Eu e o Tempo                           | LGK Music, Som Livre | 350.000 | 3× Platina   |
| 2010 | Iluminar - Ao Vivo                     | Som Livre            | 200.000 | 2× Platina   |
| 2011 | No Meu Interior Tem Deus               | Sony Music           | 200.000 | 2× Platina   |
| 2013 | Queremos Deus                          | Sony Music           | 50.000  | Ouro         |
| 2016 | Deus no Esconderijo do Verso - Ao Vivo | Sony Music           | 40.000  | —            |

### DVDs
| Ano  | Título                                 | Gravadora            | Vendas     | Certificação |
| ---- | -------------------------------------- | -------------------- | ---------- | ------------ |
| 2009 | Eu e o Tempo                           | LGK Music, Som Livre | 500.000    | 2× Diamante  |
| 2010 | Iluminar - Ao Vivo                     | Som Livre            | 100.000    | 2× Platina   |
| 2011 | No Meu Interior Tem Deus               | Sony Music           | 200.000    | 3× Platina   |
| 2013 | Queremos Deus                          | Sony Music           | 50.000     | Platina      |
| 2016 | Deus no Esconderijo do Verso - Ao Vivo | Sony Music           | 200000.000 | —            |

### Coletâneas
- 2000 - Canta Coração (Paulinas-COMEP)
- 2007 - Grandes Momentos (Paulinas-COMEP)
- 2008 - Coletânea Padre Fabio De Melo (LGK music, Som Livre)
- 2009
  - Grandes Momentos 2 (Paulinas-COMEP)
  - Grandes Sucessos Vol.1 - Vários Artistas (Paulinas-COMEP)
  - Grandes Sucessos Vol.2 - Vários Artistas (Paulinas-COMEP)
- 2010 - Pe. Fábio de Melo - Coletânea Série Ouro - CD em comemoração dos 50 anos da Paulinas-COMEP (Paulinas-COMEP)

Por: Mardem Gondim

### Projetos paralelos
- 2007
  - Enredados ao Vivo Vol. 1 - Enredados Brasil (Adriana Paula de Almeida, Pe. Fábio de Melo, Dunga, Martin Valverde e Migueli) (Solo Sagrado Produções e Eventos)
  - Enredados ao Vivo Vol. 2 - Enredados Brasil (Solo Sagrado Produções e Eventos)
  - DVD Enredados ao Vivo - Enredados Brasil (Solo Sagrado Produções e Eventos)

### Participações em CD
- 2004
  - - Diamante Lapidado - Celina Borges (faixa 6 - "Bate Coração")
- 2005
  - - Mais Feliz - Adriana Paula de Almeida (faixa 12 - "Nossa Missão");
- 2007
  - - Adriana Ao Vivo - Adriana Paula de Almeida (faixa 12 - "Humano Amor de Deus");
- 2008
  - - Perseverar - Adrielle Lopes (faixa 6 - "Milagre");
- 2009
  - - Tudo Posso - Celina Borges (faixa 10 - "Lava-me");
  - - Coração sem abrigo - Andre Leonno (faixa 11 - "Contrários");
  - - Milagres - Adriana Paula de Almeida - (faixa 3 - "Milagres");
  - - Typ Vox - Typ Vox (faixa 10 - "Alma de Adorador");
- 2010
  - - Raízes - Faixa 8 - "Só o  Amor (Solo el Amor)"
  - - Molda-me - Dalvimar Gallo (faixa 10 - "Volta pra Casa");
  - - Tudo Passa Pela Cruz - Olívia Ferreira (faixa 7 - "Cuidas de Mim");
  - - 30 Anos Ao vivo - Roupa Nova (faixa "A Paz")
- 2011
  - - 30 Anos - Paulinho Pedra Azul (faixa 3 - "Ave Cantadeira")
  - - Não Estou Sozinho - Banda Dominius & Ivete Sangalo - Faixa 3 - "Não Estou Sozinho"
- 2014
  - - Na Medida do Impossível - Fernanda Takai (faixa 9 - "Amar Como Jesus Amou")
  - - Deserto - Iahweh (faixa 3 - "Deserto")
- 2016
- - Quem é você? - Celina Borges (Faixa 10 - "O Sol vai brilhar")
- 2022f
- Eu e Vocês - Elba Ramalho (faixa 2 - "O Inverno É Você")
- 2023
- De Volta à Essência- Thiago Brado (faixa 1 - "Minha Essência")

### Participações em DVD
- 2007
  - - Adriana Ao Vivo - Adriana Paula de Almeida - (faixa 12 - "Humano Amor de Deus");
- 2010
  - - Raízes - Daniel - faixa 11 - "Só o Amor (Solo el Amor)";
  - - Roupa Nova 30 anos - Roupa Nova - (faixa 11 - "A Paz");
- 2011
  - Em Santidade - (Ministério Adoração e Vida) - (faixa 9 - "A esperança chegando")
  - 2015
    - Acústico e ao Vivo 2/3 - (Rosa de Saron) - (Casino Boulevard)
    - 2016
    - Segredos - (Ziza Fernandes) - (Fogo Suave)

## Livros
- 2006 - Tempo: saudades e esquecimentos - Paulinas-COMEP - ISBN 853560989X
- 2007 - Amigo: somos muitos, mesmo sendo dois - Editora Gente - ISBN 978-85-7312-584-9
- 2008 - Quem Me Roubou de Mim? - Canção Nova - ISBN 97-885-7677098-5
- 2008 - Mulheres de aço e de flores - Editora Gente - ISBN 97-885-7312610-5
- 2008 - Quando o sofrimento bate a sua porta - Canção Nova - ISBN 97-885-7677122-7
- 2009 - Cartas entre Amigos - sobre medos contemporâneos, com Gabriel Chalita - Ediouro - ISBN 97-885-6030302-1
- 2009 - Mulheres Cheias de Graça - Ediouro - ISBN 9788500330223
- 2010 - Cartas entre Amigos - sobre ganhar e perder, com Gabriel Chalita - Editora Globo - ISBN 8525048402
- 2011 - O verso e a cena - Editora Globo
- 2011 - Tempo de Esperas - Editora Planeta
- 2012 - Orfandades - o destino das ausências - Editora Planeta
- 2013 - É Sagrado Viver - Editora Planeta
- 2014 - O Discípulo da Madrugada - Editora Planeta
- 2017 - Crer ou Não Crer, com Leandro Karnal - Editora Planeta
- 2019 - Por Onde For o Teu Passo, Que Lá Esteja o Teu Coração - Editora Planeta
- 2021 - A Hora da Essência - Editora Planeta
- 2022 - Quantos eus que não são meus? - Editora Planeta
- 2023 - A vida é cruel, Ana Maria - Editora Record

## Prêmios
- 2009 -
  - I Troféu Louvemos o Senhor:
    - Melhor Intérprete Masculino de 2008
    - Destaque do Ano de 2008
- 2010 -
  - Troféu Melhores do Ano do Domingão do Faustão:
    - Melhor Cantor
- II Troféu Louvemos o Senhor:
  - Melhor Intérprete Masculino de 2009
  - Destaque do Ano de 2009
  - Melhor Compositor de 2009
  - Melhor Música de 2009 para Santa Missa por "Incendeia Minha Alma" - Compositores: Rogério e Júlio Cesar
  - Melhor Música do Ano por "Tudo é do Pai" - Compositor: Frederico Cruz
- 2016
  - Grammy Latino de Melhor Álbum de Música Cristã (Língua Portuguesa) (indicado)[7]
- 2017
  - Grammy Latino de Melhor Álbum de Música Cristã (Língua Portuguesa) (indicado)[8]